# 1054
1054 (MLIV) fue un año común comenzado en sábado del calendario juliano.

## Acontecimientos
- 10 de julio (según el calendario actual): los chinos (de la dinastía Song) dejan registros de que observaron una supernova. Durante 22 meses (hasta el 12 de abril de 1056) permaneció tan brillante que podía verse de día. Después, los restos formarán la nebulosa del Cangrejo.
- 1 de septiembre: en la llanura cerca del actual yacimiento paleontológico de Atapuerca, 265 km al norte de la villa de Madrid, Fernando I (rey de León) vence y mata a su hermano, García Sánchez el de Nájera (rey de Pamplona) en la batalla de Atapuerca.
- En Pamplona, Sancho Garcés IV es entronizado como rey de Reino de Navarra.
- Ocurre el cisma de Oriente y Occidente, en el que se separan definitivamente las Iglesias católica (la cristiandad de Occidente) y ortodoxa (la cristiandad de Oriente).
- Enrique IV, siendo menor de edad, asume en el Sacro Imperio Romano Germánico.

## Fallecimientos
- 19 de abril: León IX, papa de la Iglesia católica desde 1049.
- 1 de septiembre: García Sánchez el de Nájera, rey pamplonés.
- 24 de septiembre: Hermann von Reichenau, compositor alemán.